# Extraterrien (album)
Pour le film, voir Extra-terrien.
Albums de Kamini
Psychostar World
Singles
Extraterrien est le second album du rappeur français Kamini, paru le 27 novembre 2009. Il fait suite au précédent album Psychostar World qui contenait la chanson à succès Marly-Gomont.

## Les titres
1. Les Raps - 3:33
2. Parce qu’on est Con - 4:10
3. La Bagarre - 3:14
4. En ce moment même - 5:33
5. Y'a l'Aziz - 4:07
6. Ça c'est Showbizz - 4:04
7. Faut que ça Fuck - 3:24
8. La Maladie des Hommes - 4:09
9. Interlude - 0:45
10. Les Gens - 3:41
11. Night Club System - 4:38
12. Ovni - 3:28
13. Ce que j'aurais aimé être - 4:10
14. Son de l'Campagne dans ta Gueule - 4:11